# 巴特勒 (喬治亞州)
巴特勒（英語：Butler）是一個位於美國喬治亞州泰勒縣的城市。根據2010年美國人口普查，該地人口為1972人，而該地的面積約為8.00平方千米。同時該地也是泰勒縣的縣治。

## 地理
巴特勒的座標為32°33′00″N 84°14′00″W / 32.55000°N 84.23333°W，而該地的平均海拔高度為191米（即628英尺）。